# Anatolij Byšovec
Anatolij Fedorovič Byšovec (* 23. dubna 1946, Kyjev) je bývalý sovětský fotbalista a trenér.
Hrál na postu útočníka za Dynamo Kyjev. Jako hráč byl na ME 1968 a MS 1970. Jako trenér byl na ME 1992 a na OH 1988 a 1996.

## Hráčská kariéra
Anatolij Byšovec hrál na postu útočníka za Dynamo Kyjev.
Za SSSR hrál 39 zápasů a dal 15 gólů. Byl na ME 1968 a na MS 1970, kde dal 4 góly.

## Trenérská kariéra
Byšovec byl trenérem SSSR na OH 1988, kde získali zlato. V roce 1990 převzal hlavní reprezentaci SSSR, která se přeměnila na reprezentaci SNS a s ní byl na ME 1992. Poté byl i trenérem Jižní Koreje a týmu olympioniků Jižní Koreje, se kterým byl na OH 1996. Poté trénoval i Rusko.
Byl i trenérem několika klubů.

## Úspěchy

### Hráč
Dynamo Kyjev
- Sovětská liga (4): 1966, 1967, 1968, 1971
- Sovětský pohár (2): 1964, 1966

### Trenér
SSSR
- 1. místo na OH: 1988